# Josefov
Josefov là một làng thuộc huyện Sokolov, vùng Karlovarský, Cộng hòa Séc.